# Chrysocharis funicularis
Chrysocharis funicularis är en stekelart som beskrevs av Muhammad Sharif Khan 1985. Chrysocharis funicularis ingår i släktet Chrysocharis och familjen finglanssteklar. Inga underarter finns listade i Catalogue of Life.